# 'k Heb je lief (Paul de Leeuw)
'k Heb je lief is een nummer van de Nederlandse zanger en komiek Paul de Leeuw. Het nummer verscheen op zijn album Lief uit 1997. Op 19 september van dat jaar verscheen het nummer als de eerste single van het album.

## Achtergrond
"'k Heb je lief" werd uitgebracht als single samen met het eveneens op Lief te vinden nummer "'k Wacht op jou". Om deze reden verscheen het nummer ook officieel in de hitlijsten als "'k Heb je lief en wacht op jou!". De Leeuw schreef de tekst van het nummer, terwijl de muziek werd geschreven door Peter Groenendijk. Hij zingt het regelmatig tijdens zijn televisieprogramma's; zo was het onder anderen de eerste samenwerking met zijn latere sidekick Adje in het programma Mooi! Weer De Leeuw in 2005 en zong hij het samen met Mika in Langs de Leeuw in 2012. In 2013 zong componist Emile Hartkamp een nieuwe versie van het nummer in Langs de Leeuw ter nagedachtenis aan voetballer Theo Bos, die enkele dagen eerder overleed.
In de videoclip zingt De Leeuw het nummer in een balzaal, tussen een aantal verliefde stellen in. Het nummer is, met een derde plaats in de Nederlandse Top 40 de op een na grootste hit van De Leeuw (na "Ik wil niet dat je liegt").

## Hitnoteringen

### Nederlandse Top 40
| Hitnotering: 11-10-1997 t/m 28-02-1998 | Hitnotering: 11-10-1997 t/m 28-02-1998 | Hitnotering: 11-10-1997 t/m 28-02-1998 | Hitnotering: 11-10-1997 t/m 28-02-1998 | Hitnotering: 11-10-1997 t/m 28-02-1998 | Hitnotering: 11-10-1997 t/m 28-02-1998 | Hitnotering: 11-10-1997 t/m 28-02-1998 | Hitnotering: 11-10-1997 t/m 28-02-1998 | Hitnotering: 11-10-1997 t/m 28-02-1998 | Hitnotering: 11-10-1997 t/m 28-02-1998 | Hitnotering: 11-10-1997 t/m 28-02-1998 | Hitnotering: 11-10-1997 t/m 28-02-1998 | Hitnotering: 11-10-1997 t/m 28-02-1998 | Hitnotering: 11-10-1997 t/m 28-02-1998 | Hitnotering: 11-10-1997 t/m 28-02-1998 | Hitnotering: 11-10-1997 t/m 28-02-1998 | Hitnotering: 11-10-1997 t/m 28-02-1998 | Hitnotering: 11-10-1997 t/m 28-02-1998 | Hitnotering: 11-10-1997 t/m 28-02-1998 | Hitnotering: 11-10-1997 t/m 28-02-1998 | Hitnotering: 11-10-1997 t/m 28-02-1998 | Hitnotering: 11-10-1997 t/m 28-02-1998 |
| Week                                   | 1                                      | 2                                      | 3                                      | 4                                      | 5                                      | 6                                      | 7                                      | 8                                      | 9                                      | 10                                     | 11                                     | 12                                     | 13                                     | 14                                     | 15                                     | 16                                     | 17                                     | 18                                     | 19                                     | 20                                     |                                        |
| -------------------------------------- | -------------------------------------- | -------------------------------------- | -------------------------------------- | -------------------------------------- | -------------------------------------- | -------------------------------------- | -------------------------------------- | -------------------------------------- | -------------------------------------- | -------------------------------------- | -------------------------------------- | -------------------------------------- | -------------------------------------- | -------------------------------------- | -------------------------------------- | -------------------------------------- | -------------------------------------- | -------------------------------------- | -------------------------------------- | -------------------------------------- | -------------------------------------- |
| Nummer                                 | 22                                     | 11                                     | 6                                      | 6                                      | 5                                      | 3                                      | 3                                      | 3                                      | 6                                      | 5                                      | 5                                      | 3                                      | 5                                      | 11                                     | 16                                     | 19                                     | 31                                     | 34                                     | 34                                     | 34                                     | uit                                    |

### Mega Top 100
| Hitnotering: 27-09-1997 t/m 11-04-1998 | Hitnotering: 27-09-1997 t/m 11-04-1998 | Hitnotering: 27-09-1997 t/m 11-04-1998 | Hitnotering: 27-09-1997 t/m 11-04-1998 | Hitnotering: 27-09-1997 t/m 11-04-1998 | Hitnotering: 27-09-1997 t/m 11-04-1998 | Hitnotering: 27-09-1997 t/m 11-04-1998 | Hitnotering: 27-09-1997 t/m 11-04-1998 | Hitnotering: 27-09-1997 t/m 11-04-1998 | Hitnotering: 27-09-1997 t/m 11-04-1998 | Hitnotering: 27-09-1997 t/m 11-04-1998 | Hitnotering: 27-09-1997 t/m 11-04-1998 | Hitnotering: 27-09-1997 t/m 11-04-1998 | Hitnotering: 27-09-1997 t/m 11-04-1998 | Hitnotering: 27-09-1997 t/m 11-04-1998 | Hitnotering: 27-09-1997 t/m 11-04-1998 |
| Week                                   | 1                                      | 2                                      | 3                                      | 4                                      | 5                                      | 6                                      | 7                                      | 8                                      | 9                                      | 10                                     | 11                                     | 12                                     | 13                                     | 14                                     | 15                                     |
| -------------------------------------- | -------------------------------------- | -------------------------------------- | -------------------------------------- | -------------------------------------- | -------------------------------------- | -------------------------------------- | -------------------------------------- | -------------------------------------- | -------------------------------------- | -------------------------------------- | -------------------------------------- | -------------------------------------- | -------------------------------------- | -------------------------------------- | -------------------------------------- |
| Positie                                | 88                                     | 42                                     | 11                                     | 9                                      | 8                                      | 7                                      | 4                                      | 3                                      | 3                                      | 3                                      | 5                                      | 5                                      | 5                                      | 5                                      | 5                                      |
| Week                                   | 16                                     | 17                                     | 18                                     | 19                                     | 20                                     | 21                                     | 22                                     | 23                                     | 24                                     | 25                                     | 26                                     | 27                                     | 28                                     |                                        |                                        |
| Positie                                | 9                                      | 15                                     | 17                                     | 23                                     | 26                                     | 23                                     | 29                                     | 46                                     | 52                                     | 53                                     | 64                                     | 68                                     | 82                                     | uit                                    |                                        |

### NPO Radio 2 Top 2000
| Nummer met noteringen in de NPO Radio 2 Top 2000 | '99 | '00 | '01 | '02 | '03 | '04 | '05 | '06 | '07 | '08 | '09 | '10 | '11 | '12 | '13 | '14 | '15 | '16 | '17 | '18 | '19 | '20 | '21 | '22 | '23 | '24 |
| ------------------------------------------------ | --- | --- | --- | --- | --- | --- | --- | --- | --- | --- | --- | --- | --- | --- | --- | --- | --- | --- | --- | --- | --- | --- | --- | --- | --- | --- |
| 'k Heb je lief                                   | 248 | 247 | 311 | 452 | 461 | 350 | 179 | 93  | 136 | 148 | 143 | 227 | 270 | 287 | 332 | 314 | 330 | 396 | 386 | 503 | 452 | 540 | 543 | 672 | 609 | 596 |

1. ↑  Een vetgedrukt getal geeft de hoogste notering aan.